# Aplysia fasciata
Aplysia fasciata ist eine im Mittelmeerraum vorkommende Seehasenart aus der Familie Aplysiidae und der Ordnung Opisthobranchia. Die braun bis schwarz gefärbten Tiere sind zwischen Februar und September zu beobachten. Sie zeichnen sich durch einen rötlichen Parapodiensaum und hinten tief gegabelten Parapodienlappen aus. Diese machen Aplysia fasciata im Gegensatz zu anderen Arten der Familie Aplysiidae zu sehr guten Schwimmern.
Aplysia fasciata gehört zu den Herbivoren und ernährt sich bevorzugt von Seetang. Die Fortpflanzung findet bei den zwittrigen Tieren häufig in großen dynamischen Gruppen in verschiedenen Formationen statt. Dabei kommt es vor, dass sich ein Tier gleichzeitig als Männchen und als Weibchen paart. Aplysia fasciata ist wie viele Aplysiidea in der Lage, zur Verteidigung eine lilafarbene Tintenwolke auszustoßen.

## Anatomie und Aussehen
Aplysia fasciata besitzt einen verlängerten Kopf mit paarig eingerollten Mundtentakeln sowie paarig eingerollte Rhinophoren, die dem Tier durch die Ähnlichkeit zu Hasenohren den Namen Seehasen eingebracht haben. Über die chemosensorischen Rhinophoren werden die während der Paarung und der Eiablage ausgeschütteten Pheromone wahrgenommen. Diese Pheromone spielen bei der Paarung, der Eiablage und der Nahrungsaufnahme eine wichtige Rolle.
Die Augen von Aplysia fasciata liegen hinter den Rhinophoren. Der Kopf geht über in den Halsbereich und weiter in den Hinterleib mit den paarigen Parapodienlappen. Die Parapodien sind seitliche flügelähnliche Verbreiterungen des Fußes und werden bei Aplysia fasciata zum Schwimmen benutzt.
Im Hinterleib befindet sich neben der Zwitterdrüse und lebenswichtigen Organen, wie Herz und Kiemen, die stark reduzierte innere Schale. Diese ist bis zu 7 cm lang, sehr fragil und blass bernsteinfarben. Sie liegt von außen sichtbar zwischen den Parapodienlappen unter der dünnen dorsalen Haut.
Die Atembewegung bei Aplysia fasciata erfolgt über eine aufeinander abgestimmte Kontraktion von Kiemen und Siphon, dem Hemmen des Herzens und dem Schließen der Parapodienlappen.
Die Färbung von Aplysia fasciata variiert je nach Individuum von braun bis schwarz. Charakteristisch für das Aussehen von Aplysia fasciata sind die von einem rötlichen Mantelsaum umgebenen und hinten tief gegabelten Parapodienlappen. Diese machen Aplysia fasciata zu einem guten Schwimmer. Die Parapodien werden beim Schwimmen mit einer wellenartigen Bewegung von vorne nach hinten geschlagen. Ein kompletter Parapodienschlag dauert in etwa 3 Sekunden und bringt das Tier um etwa eine Körperlänge voran. Neben den Parapodienlappen ist das weiße, männliche Geschlechtsorgan von Aplysia fasciata ein weiteres Unterscheidungsmerkmal zu anderen Aplysiidae. Ausgewachsene Individuen der Art Aplysia fasciata werden bis zu 40 cm lang und etwa 1 kg schwer.

## Verbreitungsgebiet und Lebensraum
Das Verbreitungsgebiet von Aplysia fasciata erstreckt sich von der Atlantikküste Frankreichs über das Mittelmeer bis nach West-Afrika. Auch an den Küsten Großbritanniens treten die Tiere vereinzelt auf. Laut dem Magazin Wild Travel wurden im Jahr 2007 in Großbritannien vermehrt Individuen von Aplysia fasciata gesichtet.
Aplysia fasciata gehört zu den Arten innerhalb der Familie der Seehasen, die als schwimmend bekannt sind. Sie schwimmen meist nur wenige Meter, bis sie sich an ihr Ziel, zum Beispiel Nahrung, Partner oder Untergrund, anheften. Bei Bedarf können die Tiere jedoch weite Strecken über einen Zeitraum von bis zu 35 Minuten schwimmend zurücklegen. Aplysia fasciata kommt im Gegensatz zu benthisch lebenden Aplysiidea hauptsächlich in flachen und ruhigen Gewässern vor, die vor starkem Wellengang geschützt sind. Bei unruhigem Wasser verstecken sich die Tiere in Höhlen, Rissen oder unter Felsen, um eine Strandung oder Kollision mit der Küste zu vermeiden.

## Ernährung
Aplysia fasciata gehört zu den Herbivoren und ernährt sich von einer großen Bandbreite an Seetang, darunter verschiedene Braun-, Rot- und Grünalgen. Besonders bevorzugt wird der Meersalat Ulva lactuca.
Populationen von Aplysia fasciata treten hauptsächlich in Gebieten mit einem hohen Seetangangebot auf, und es wird angenommen, dass Seetang einen Beitrag zur Metamorphose vom Larval- zum Juvenilstadium leistet. Die Nahrungsaufnahme des Seehasen findet sowohl in Bewegung als auch im Stillstand statt.

## Fortpflanzung
Aplysia fasciata gehört zu den Zwittern und besitzt einen Zwitterkanal (englisch large hermaphroditic duct, kurz: LHD). Über diesen LHD wird das Eigensperma abgegeben und das Fremdsperma aufgenommen. Des Weiteren werden auch die Eier über das LHD abgelegt. Damit die Paarung und die Eiablage innerhalb einer Population synchronisiert ablaufen, werden sowohl während der Paarung als auch während der Eiablage Pheromone aus dem LHD freigesetzt. Die Synchronisierung dieser Prozesse sichert die genetische Variabilität des Nachwuchses einer Population.
In einer Population wird die Paarung meist von einem einzelnen aktiven Individuum durch Pheromonausschüttung initiiert. Das aktive Tier übernimmt dabei die Rolle des Männchens. Es bewegt sich mit dem Kopf wackelnd, kriechend oder schwimmend auf das inaktive Tier, das Weibchen, zu. Die Rollenverteilung kann bei Aplysia fasciata vor der Paarung mehrmals getauscht werden. Als Männchen paart sich schlussendlich das Individuum mit dem stärkeren Sexualtrieb. Während der Paarung platziert das aktivere, männlich agierende Tier seinen Kopf zwischen den Parapodien des weiblich agierenden Tieres und führt den Penis in den LHC ein. Nach der Paarung beginnt das zuvor als Weibchen begattete Tier aktiv mit dem Kopf zu wackeln und paart sich als Männchen weiter.
Die Fortpflanzung findet bei Aplysia fasciata meist in großen dynamischen Gruppen mit wechselnden Partnern statt. Eine solche Paarungsgruppe umfasst bis zu 20 Individuen und kann verschiedene Formen annehmen: geklumpt, linear oder in Ketten. In einer Paarungskette können sich die Tiere gleichzeitig als Männchen und als Weibchen paaren; das hinterste Tier übernimmt dabei die Rolle des Männchens, das vorderste Tier die Rolle des Weibchens. Alle Tiere dazwischen paaren sich simultan als Männchen und Weibchen. Die räumliche Nähe während der Paarung ist wichtig, um zu gewährleisten, dass jedes Individuum der Population durch Pheromone stimuliert wird und die Fortpflanzung synchronisiert abläuft. Die bei der Paarung ausgeschütteten Pheromone werden über die Rhinophoren aufgenommen und aktivieren eine positive Rückkopplungsschleife, die weiteren Tieren das Teilnehmen an der Paarung erleichtert. Aplysia fasciata ändert während der Fortpflanzung laufend das Geschlecht und den Partner. Diese Promiskuität bietet den Schnecken in ihrer variablen Umwelt Vorteile in Anpassung und Verbreitung.
Aplysia fasciata wird abhängig von der Wassertemperatur und den Lichteinflüssen schon als sehr junges Adulttier geschlechtsreif und paart sich mehrere Male während ihres Lebens.

## Eier und Larven
Die Zeit der Eiablage beginnt bei Aplysia fasciata, wie bei den meisten Arten innerhalb der Aplysiidae, im Frühjahr, endet aber im Gegensatz zu anderen Seehasen erst im Herbst. Aplysia fasciata legt schon als sehr junges Adulttier Eier. Diese sind leuchtend orange bis gelb und werden aus dem LHD in langen Laichschnüren sowohl auf der Unterseite von Felsvorsprüngen als auch an Seegras und Steinen abgelegt. Die geschätzte Eizahl pro Gelege beträgt bei Aplysia fasciata ca. 26 Millionen Eier. Die Eiablage findet synchronisiert statt. Die planktonartige Veligerlarve schlüpft nach ca. 15 Tagen. Das Larvenstadium bei marinen Invertebraten dauert abhängig von Temperatur, Nahrungsangebot und Salzgehalt unterschiedlich lang und ist bei Seehasen noch nicht ausreichend erforscht.

## Lebenszyklus
Aplysia fasciata hat einen einjährigen Lebenszyklus. Dieser beginnt Anfang Februar und endet im September. Mit Beginn des Seetangwachstums Anfang Februar beginnt die Metamorphose der planktonartigen Veligerlarve zum Juveniltier. Während der Juvenilphase wächst Aplysia fasciata, nimmt an Gewicht zu und bildet die Gonaden aus. In der darauffolgenden Adultphase finden mehrfach Paarungen und Eiablagen statt. Die Adulttiere sterben spätestens im September ab. Die Lebensdauer einer adulten Aplysia fasciata ist somit kürzer als eine Saison und wird auf vier Monate geschätzt.
Eine Population umfasst bei Aplysia fasciata immer Tiere verschiedener Altersklassen, Entwicklungsstadien und Größen. Jungtiere treten während der achtmonatigen Saison in den ersten sechs Monaten der Population bei, also nahezu während der ganzen Saison. Je später ein Juveniltier der Population beitritt, desto kleiner und leichter ist das Tier, da mehr Energie in die Entwicklung der Gonaden investiert wird.
Das saisonale Vorkommen von Aplysia fasciata hängt unter anderem von der Wassertemperatur und der Nahrungsverfügbarkeit ab. Die Metamorphose der Veligerlarve ist an das Vorkommen von Seetang und Seegras geknüpft. Das zu Saisonbeginn gesteigerte Seegraswachstum regt bei Aplysia fasciata die Metamorphose von Veligerlarve zu Juveniltier an. So kommen an den Thalli der Seegräser Tiere in verschiedenen Größen und aus unterschiedlichen Entwicklungsstadien vor.
Aplysia fasciata ist nachtaktiv. Aufgrund ihrer geringen Metabolismusrate verbringt sie vergleichsweise wenig Zeit mit der Nahrungsaufnahme und dafür umso mehr Zeit mit der Paarung und der Eiablage. Die Paarung ist bei Gastropoden im Allgemeinen ein langsamer und langwieriger Prozess, der sich über mehrere Stunden hinziehen kann.

## Abwehrverhalten
Aplysia fasciata stößt bei starker Bedrohung eine lilafarbene Tintenwolke zur Verteidigung aus. Die Tintenwolke dient als visueller Schutz vor der Bedrohung und ermöglicht Aplysia fasciata die Flucht. Die lila Farbe der Tinte kommt über die mit der Nahrung aufgenommenen Rotalgen zustande. Die Tinte wird in speziellen Drüsen, den sogenannten Blochmanndrüsen oder Tintendrüsen, hergestellt. Sie ist ungiftig und besteht hauptsächlich aus Wasser und weiteren flüchtigen organischen und mineralischen Substanzen. Der Tintenausstoß findet jedoch sehr selten statt und wurde bei Aplysia fasciata in ihrer natürlichen Umgebung noch kaum beobachtet. Ein Grund dafür ist, dass keine bekannten Fressfeinde der adulten Aplysia fasciata bekannt sind.
Die Tinte hat weitere Funktionen, die noch nicht vollständig geklärt sind: Es wird vermutet, dass Aplysia über die Tinte unerwünschte Nahrungsbestandteile ausscheiden kann. Des Weiteren könnte die Tinte als Warnsignal für mögliche Feinde dienen oder als Signal für Artgenossen.